# Absolute Greatest
Absolute Greatest är ett samlingsalbum av det brittiska rockbandet Queen. Albumet gavs ut i Europa den 16 november 2009 och innehåller tjugo av bandets största hits. På den brittiska albumlistan tog sig Absolut Greatest upp på plats tre som bäst och har sålt platina två gånger.

## Låtlista
1. "We Will Rock You" (Brian May)
2. "We Are The Champions" (Freddie Mercury)
3. "Radio Ga Ga" (Roger Taylor)
4. "Another One Bites the Dust" (John Deacon)
5. "I Want It All" (Single Version) (Queen)
6. "Crazy Little Thing Called Love" (Mercury)
7. "A Kind of Magic" (Taylor)
8. "Under Pressure" (Queen/David Bowie)
9. "One Vision" (Single Version) (Queen)
10. "You're My Best Friend" (Deacon)
11. "Don't Stop Me Now" (Mercury)
12. "Killer Queen" (Mercury)
13. "These Are the Days of Our Lives" (Queen)
14. "Who Wants to Live Forever" (May)
15. "Seven Seas of Rhye" (Mercury)
16. "Heaven for Everyone" (Single Version) (Taylor)
17. "Somebody to Love" (Mercury)
18. "I Want to Break Free" (Single Version) (Deacon)
19. "The Show Must Go On" (Queen)
20. "Bohemian Rhapsody" (Mercury)